# Jun Vũ
Vũ Phương Anh, thường được biết đến với nghệ danh Jun Vũ (sinh ngày 4 tháng 6 năm 1995), là một nữ diễn viên, người mẫu kiêm người dẫn chương trình truyền hình người Việt Nam.

## Tiểu sử và sự nghiệp
Jun Vũ sinh ngày 4 tháng 6 năm 1995 tại Hà Nội, với tên khai sinh là Vũ Phương Anh. Cô theo gia đình sang Thái Lan định cư năm 15 tuổi. Jun Vũ nổi tiếng ngay từ tuổi thiếu niên khi là người mẫu cho nhiều thương hiệu thời trang Thái Lan và thế giới. Cô theo học ngành quản trị kinh doanh tại Đại học Assumption, nhưng vẫn thường xuyên tham gia các hoạt động nghệ thuật tại Việt Nam và quốc tế, tiêu biểu là những video âm nhạc cho các ca khúc Thái Lan như "Just a Friend" (Mr. Min), "Wedding Dress" (Neung Apiwat ETC) và "Still Lovin' U" (Z-MYX).
Năm 2015, Jun Vũ tạo tiếng vang lớn khi xuất hiện trong video ca khúc thành công "Sau tất cả" của ca sĩ Erik, từ đó giúp cô tự tin lấn sân sang lĩnh vực điện ảnh với việc tham gia 2 bộ phim Việt Nam được đánh giá cao là 12 chòm sao: Vẽ đường cho yêu chạy (2015) và Cho em gần anh thêm chút nữa (2016). Cô sau đó còn tham gia bộ phim nhân dịp Tết nguyên đán 2017 Xuân Cười: Món quà đầu năm của kênh truyền hình HTV2. Cũng trong năm đó, Jun Vũ được trao giải "Nữ diễn viên điện ảnh xuất sắc nhất" của giải Ngôi sao xanh, rồi bất ngờ giành giải "Nữ diễn viên chính xuất sắc nhất" cho hạng mục phim điện ảnh tại lễ trao giải Cánh diều vàng vào tháng 4 năm 2017 cùng cho vai diễn My trong bộ phim 12 Chòm Sao: Vẽ đường cho yêu chạy.
Tháng 3 năm 2018, Jun Vũ tham gia bộ phim Tháng năm rực rỡ của đạo diễn Nguyễn Quang Dũng, làm lại từ một bộ phim đình đám của điện ảnh Hàn Quốc và gây ấn tượng mạnh với vai diễn Tuyết Anh của mình. Cùng năm, cô cũng thủ vai Liên trong bộ phim Người bất tử của đạo diễn Victor Vũ.
Ngày 4 tháng 6 năm 2019, nhân dịp sinh nhật 24 tuổi, Jun Vũ cho ra mắt cuốn sách ảnh đầu tay có tên Cảm ơn, ngày thanh xuân rực rỡ. Năm 2024, cô tham gia Sao nhập ngũ và nhận giải quán quân từ chương trình.

## Danh sách phim

### Phim điện ảnh
| Năm  | Tựa đề                             | Vai diễn           | Loại vai  |
| ---- | ---------------------------------- | ------------------ | --------- |
| 2015 | 12 chòm sao: Vẽ đường cho yêu chạy | My                 | Vai chính |
| 2016 | Cho em gần anh thêm chút nữa       | Rin                | Vai chính |
| 2018 | Tháng năm rực rỡ                   | Tuyết Anh          | Vai thứ   |
| 2018 | Người bất tử                       | Liên               | Vai thứ   |
| 2019 | Ngốc ơi tuổi 17                    | Trân Châu          | Vai thứ   |
| 2020 | Gái già lắm chiêu 3                | Khánh My           | Vai thứ   |
| 2021 | Gái già lắm chiêu V                | Lý Lệ Hà (lúc trẻ) | Khách mời |
| 2022 | Chìa khóa trăm tỷ                  | Hồ Phương          | Vai thứ   |
| 2024 | B4S – Trước giờ "Yêu"              | Su                 | Vai chính |

### Phim dài tập / phim ngắn
| Năm  | Tựa đề                      | Kênh / định dạng | Vai diễn     | Loại vai                  |
| ---- | --------------------------- | ---------------- | ------------ | ------------------------- |
| 2014 | Mùa hè tuổi 17              | Phim ngắn        | Giấc Mơ      | Vai chính                 |
| 2017 | Xuân Cười: Món quà đầu năm  | HTV2             | Cô Hai       | Vai chính                 |
| 2017 | Đôi bạn trời ban            | Web drama        | Lan Chi      | Vai chính                 |
| 2018 | Chuyến đi của thanh xuân    | Phim ngắn        | An           | Vai chính                 |
| 2018 | Tình yêu của tôi            | Phim ngắn        | Hoàng Phương | Vai chính                 |
| 2019 | Wolf                        | One 31           | Hải Anh      | Vai khách mời (tập 4,5)   |
| 2021 | Mẹ ác ma, cha thiên sứ      | K+CINE           | Gia Hân      | Vai phụ                   |
| 2024 | 7 năm chưa cưới sẽ chia tay | VieON            | Quỳnh Châu   | Vai khách mời (tập 1,2,3) |
| 2025 | Tứ hải phát tài             | VieON            | Lady Đào     | Vai phụ                   |

## Video âm nhạc
| Năm  | Bài hát                          | Ca sĩ            |
| ---- | -------------------------------- | ---------------- |
| 2014 | "Just a Friend"                  | Mr. Min          |
| 2015 | "Wedding Dress"                  | Neung Apiwat ETC |
| 2015 | "Still Lovin' U"                 | Z-MYX            |
| 2016 | "Crush on you"                   | Phương Ly        |
| 2016 | "Sau tất cả"                     | Erik             |
| 2017 | "Chạm khẽ tim anh một chút thôi" | Noo Phước Thịnh  |
| 2018 | "Chạm đáy nỗi đau"               | Erik             |
| 2018 | "No boyfriend"                   | Hoàng Yến Chibi  |
| 2018 | "Cô gái nhà bên"                 | Jun Phạm         |
| 2020 | "Cất em vào tâm tư"              | Isaac            |

## Chương trình truyền hình
| Tên chương trình          | Vai trò          |
| ------------------------- | ---------------- |
| Siêu sao siêu sales       | Thành viên chính |
| MTV Thích Mê              | Khách mời        |
| Bữa trưa vui vẻ           | Khách mời        |
| Một trăm triệu một phút   | Khách mời        |
| Khi chàng vào bếp         | Khách mời        |
| Quả cầu bí ẩn             | Khách mời        |
| Giọng ải giọng ai         | Khách mời        |
| Nhanh như chớp            | Khách mời        |
| Giọng ca bí ẩn            | Khách mời        |
| Hẹn ngay đi               | Khách mời        |
| Studio H9 - Hẹn cuối tuần | Khách mời        |
| Tám đầy chất xám          | Khách mời        |
| Oh! My Sign               | Khách mời        |
| Ơn giời cậu đây rồi!      | Khách mời        |
| Đấu trường âm nhạc        | Khách mời        |
| Im lặng là vàng           | Khách mời        |
| Ô hay gì thế này          | Khách mời        |
| 2!Idol                    | Khách mời        |
| 24h thử yêu               | Khách mời        |
| Chọn ngay đi              | Khách mời        |
| Khám phá ẩm thực Hàn Quốc | Khách mời        |
| Kỳ tài thách đấu          | Khách mời        |
| Bản lĩnh nhóc tỳ          | Khách mời        |
| Ký ức vui vẻ              | Khách mời        |
| A! Đúng rồi               | Khách mời        |
| Bí kíp vàng               | Khách mời        |
| Siêu bất ngờ              | Khách mời        |
| Úm ba la ra chữ gì?       | Khách mời        |
| Bộ 3 siêu đẳng            | Khách mời        |
| Chọn đâu cho đúng         | Khách mời        |
| 6 ô cửa bí ẩn             | Khách mời        |
| IELTS Face-off            | Khách mời        |
| Thời tới rồi              | Khách mời        |
| Thách là chơi             | Khách mời        |
| Giác quan thứ 6           | Khách mời        |
| Người ấy là ai            | Khách mời        |
| 2 Ngày 1 Đêm              | Khách mời        |
| Tripmate: Who Are You?    | Khách mời        |
| Làm sao mới đẹp           | Khách mời        |
| Người lạ hiểu lòng tôi    | Khách mời        |
| Hay hay hên               | Khách mời        |
| Sao nhập ngũ              | Khách mời        |
| Mái ấm gia đình Việt      | Khách mời        |
| 8 phim                    | Khách mời        |
| Biệt đội siêu sao         | Khách mời        |
| V Heartbeat Weekly        | MC               |
| Hội ngộ danh hài          | MC               |
| Khoảnh khắc tình yêu      | MC               |

## Sách ảnh
- Cảm ơn, ngày thanh xuân rực rỡ (2019)[13]

## Giải thưởng
| Năm  | Giải thưởng             | Hạng mục                                         | Đề cử    | Kết quả   |
| ---- | ----------------------- | ------------------------------------------------ | -------- | --------- |
| 2015 | Ngôi sao xanh           | Nữ diễn viên điện ảnh xuất sắc nhất              | Bản thân | Đoạt giải |
| 2017 | Cánh diều vàng          | Nữ diễn viên chính xuất sắc phim truyện điện ảnh | Bản thân | Đoạt giải |
| 2017 | Ngôi sao xanh           | Nữ diễn viên điện ảnh được yêu thích nhất        | Bản thân | Đề cử     |
| 2018 | ELLE Style Awards       | Nữ diễn viên phong cách nhất năm                 | Bản thân | Đoạt giải |
| 2018 | HerWorld Young Achiever | Nữ diễn viên xuất sắc do độc giả bình chọn       | Bản thân | Đoạt giải |
| 2018 | Ngôi sao xanh           | Nữ diễn viên điện ảnh được yêu thích nhất        | Bản thân | Đề cử     |
| 2018 | Ngôi sao xanh           | Nữ diễn viên điện ảnh xuất sắc nhất              | Bản thân | Đề cử     |
| 2019 | ELLE Beauty Awards      | Ngôi sao sở hữu gương mặt đẹp nhất năm           | Bản thân | Đoạt giải |

### Vinh danh
- Quán quân Sao nhập ngũ 2024[12]